# Carl Bernhard Garve
Carl Bernhard Garve (24. ledna 1763, Jeinsen u Hannoveru – 1841, Herrnhut) byl německý evangelický teolog a básník.

## Životopis
Narodil se jako syn pachtýře. Ve věku pěti let byl poslán do internátní školy. V roce 1777 začal studovat pedagogiku v Niesky, kde se později stal učitelem. Jako kazatel působil od roku 1799 v Amsterdamu poté v Ebersdorfu, Nordenu, Berlíně a v Neusalzu. V roce 1836 odešel na odpočinek.
A. Knapp publikoval 63 jeho písní. Mezi nejznámější patří "Reich des Herrn, Reich des Herrn, brich hervor in vollem Tag", "stark ist meines Jesu Hand und er wird mich ewig fassen", dein Wort, o Herr, ist milder Tau für trostbedürftige Seelen" a "wie ein Hirt, dein Volk zu weiden, ließest du dich mild herab".